# Platystele pyriformis
Platystele pyriformis är en orkidéart som beskrevs av Carlyle August Luer. Platystele pyriformis ingår i släktet Platystele och familjen orkidéer. Inga underarter finns listade i Catalogue of Life.